# René de Castries
René de la Croix de Castries, noto semplicemente come René de Castries (La Bastide-d'Engras, 6 agosto 1908 – 17 luglio 1986), è stato uno storico francese, membro dell'Académie française dal 1972 al 1987.

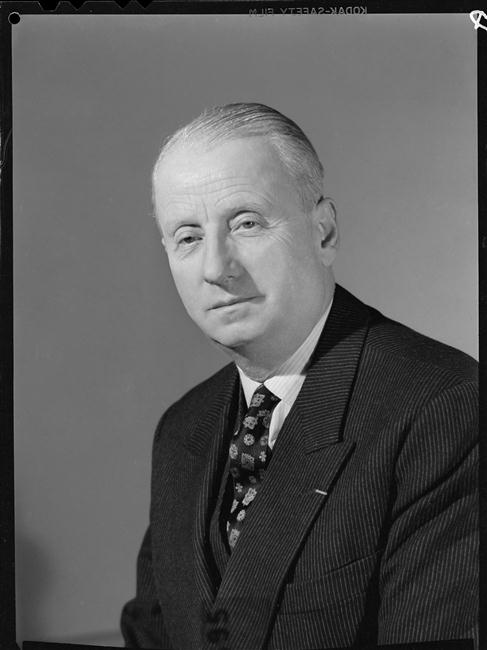

Fu il sedicesimo membro dell'Académie française ad occupare il seggio numero 2.

## Opere
- 1945 Mademoiselle de Méthamis, Prix Balzac (Calmann-Lévy)
- 1947 Monsieur de Gerland (Jean Vigneau)
- 1951 Les Ténèbres extérieures (La Colombe)
- 1956 Le Maréchal de Castries (Fayard)
- 1956 Languedoc méditerranéen (in collaborazione con André Chamson) (Hachette)
- 1958 Le Château de Castries (André Barry)
- 1958 Le Testament de la Monarchie, Tome I: L'indépendance américaine, Prix des Gens de France (1959) (Fayard)
- 1959 Le Testament de la Monarchie, Tome II: L'Agonie de la Royauté (Fayard)
- 1960 Les Rencontres de Stanley (France-Empire)
- 1960 Mirabeau ou l'échec du Destin, Prix Historia (Fayard)
- 1961 Le Règne de Louis XVI (Club du livre)
- 1962 Le Testament de la Monarchie. Tome III: Les Émigrés (Fayard)
- 1963 Maurice de Saxe (Fayard)
- 1964 La Conspiration de Cadoudal (Del Duca)
- 1964 Les guerres de Louis XIV et de Louis XV (Plon-Perrin)
- 1965 Le Testament de la Monarchie, Tome IV: De Louis XVIII à Louis-Philippe (Fayard)
- 1966 La vie quotidienne des émigrés (Hachette)
- 1967 Orages sur l'Église (SPES)
- 1967 Madame du Barry, Prix des Ambassadeurs 1968 (Hachette)
- 1969 Louis XVIII, portrait d'un roi (Hachette)
- 1970 Testament de la Monarchie, Tome V: Le Grand Refus du Comte de Chambord, Prix du Nouveau Cercle (Hachette)
- 1970 Henri IV, Roi de Cœur, Roi de France (Larousse)
- 1971 Histoire de France des origines à 1970 (Robert Laffont)
- 1971 Madame Récamier (Larousse)
- 1972 Figaro ou la vie de Beaumarchais (Hachette)
- 1972 La fin des Rois. Tome I: Louis XVIII à la recherche de son Royaume (1789-1815) (Tallandier)
- 1972 La fin des Rois. Tome II: La France de Louis XVIII (1815-1824) (Tallandier)
- 1972 La fin des Rois. Tome III: Charles X (1757-1836) (Tallandier)
- 1973 La fin des Rois. Tome IV: Louis-Philippe, Roi des Français (1830-1840) (Tallandier)
- 1973 La fin des Rois. Tome V: L'écroulement de la Monarchie (1840-1848) (Tallandier)
- 1973 La conquête de la Terre Sainte par les Croisés (Albin Michel)
- 1974 La Fayette, pionnier de la liberté (Hachette)
- 1975 La France et l'indépendance américaine (Librairie académique Perrin)
- 1976 Chateaubriand ou la puissance du songe (Librairie académique Perrin)
- 1977 Papiers de famille (France-Empire)
- 1978 L'aube de la Révolution, réédition de l'Agonie de la royauté (Tallandier)
- 1978 La vieille dame du quai Conti (prefazione di Jean Mistler) (Librairie académique Perrin)
- 1979 Rois et reines de France (Tallandier)
- 1979 Les rendez-vous de l'Histoire (Librairie académique Perrin)
- 1980 Louis-Philippe (Tallandier)
- 1980 La Terreur blanche (Librairie académique Perrin)
- 1983 La Pompadour
- 1983 Monsieur Thiers (Librairie académique Perrin)
- 1984 La reine Hortense
- 1985 Julie de Lespinasse
- 1986 La scandaleuse Madame de Tencin (postumo) (Librairie académique Perrin)